# Alto Paraguai
Alto Paraguai es un municipio brasileño del estado de Mato Grosso. Se localiza a una latitud 14º30'49" sur, y a una longitud 56º28'57" oeste, estando a una altitud de 238 m s. n. m. Su población estimada en 2016 era de 10 814 habitantes.
Posee un área de 2 052,519 km².